# Biškupci
Biškupci falu Horvátországban, Pozsega-Szlavónia megyében. Közigazgatásilag Velikéhez tartozik.

## Fekvése
Pozsegától 13 km-re északra, községközpontjától légvonalban 4, közúton 6 km-re délnyugatra, a Papuk-hegység déli lejtőin, Doljanci, Sztrazsemlye és Draga között, a Stražemanka-patak partján fekszik. 

## Története
A területén talált történelem előtti leletek tanúsága szerint itt már ősidők óta laktak emberek. Majur nevű régészeti lelőhelyén további ókori leletek kerültek elő. Josip Buturac szerint a település már a középkorban is létezett. Nevét onnan kapta, hogy egykor a pécsi püspökség birtoka volt. Csánki nem említi. A térséget 1532-ben szállta meg a török. Az 1545-ös török defterben „Biskupac” néven szerepel. A horvát katolikus lakossága volt. 1698-ban „Biskupczi” néven 6 portával szerepel a török uralom alól felszabadított szlavóniai települések összeírásában. 1705-ben 15 ház állt a településen. Az első katonai felmérés térképén „Dorf Biskupczi” néven látható. 
Lipszky János 1808-ban Budán kiadott repertóriumában „Biszkupczi” néven szerepel. Nagy Lajos 1829-ben kiadott művében „Biszkupcze” néven 49 házzal és 286 katolikus vallású lakossal találjuk. 1857-ben 278, 1910-ben 335 lakosa volt. 1910-ben a népszámlálás adatai lakosságának 90%-a horvát, 6%-a cseh, 2%-a magyar, 1%-a német anyanyelvű volt. Pozsega vármegye Pozsegai járásának része volt. Az első világháború után 1918-ban az új szerb-horvát-szlovén állam, majd később (1929-ben) Jugoszlávia része lett. 1991-ben lakosságának 97%-a horvát nemzetiségű volt. 2001-ben 354 lakosa volt.

## Lakossága
| Lakosság változása | Lakosság változása | Lakosság változása | Lakosság változása | Lakosság változása | Lakosság változása | Lakosság változása | Lakosság változása | Lakosság változása | Lakosság változása | Lakosság változása | Lakosság változása | Lakosság változása | Lakosság változása | Lakosság változása | Lakosság változása |
| ------------------ | ------------------ | ------------------ | ------------------ | ------------------ | ------------------ | ------------------ | ------------------ | ------------------ | ------------------ | ------------------ | ------------------ | ------------------ | ------------------ | ------------------ | ------------------ |
| 1857               | 1869               | 1880               | 1890               | 1900               | 1910               | 1921               | 1931               | 1948               | 1953               | 1961               | 1971               | 1981               | 1991               | 2001               | 2011               |
| 278                | 306                | 290                | 305                | 329                | 335                | 373                | 388                | 385                | 424                | 424                | 433                | 367                | 344                | 359                | 354                |

## Nevezetességei
A daruvári Jankovich család a 18. században kastélyt építtetett a településen. Az építéshez nagyrészt a közeli Sztrazsemlye várának romjait használták fel. A kastélyt 1918-ban a helyi parasztok gyújtották fel.

## Oktatás
A településen a velikei Ivan Goran Kovačić elemi iskola alsó tagozatos területi iskolája működik.